# Raffey Cassidy
Raffey Cassidy (Worsley, 12 de novembro de 2001), é uma atriz britânica que iniciou sua carreira aos sete anos de idade, com participação de destaque em filmes de sucesso como Snow White and the Huntsman (2012), Mr Selfridge (2013), e Tomorrowland (2015) onde, segundo o crítico Mark Kermode, ela rouba a cena quando aparece.

## Biografia
Raffey Cassidy nasceu em Worsley, próximo de Manchester, Inglaterra.
Quando estava a atuar em Tomorrowland ela assinalou a dificuldade em frequentar as aulas, em 2015 na Moorside High School, em Swinton. Para as filmagens ela precisou tomar aulas de direção, de natação e ainda fazer treinamento intensivo de artes marciais. Para seu desempenho ela frequentou por dois anos a escola de teatro de David Johnson, a David Johnson Drama de Manchester, onde também estudaram seu pai Simon Cassidy e os irmãos mais velhos Grace, Finney e Mossie; em junho de 2015 ela participou da peça de formação da escola, apresentada em praça pública.

## Carreira
Cassidy traz em sua carreira filmes como a produção da Universal Snow White and the Huntsman, ao lado de astros como Charlize Theron, Kristen Stewart, e Chris Hemsworth; da Warner Bros fez o filme de Tim Burton, Dark Shadows, com Johnny Depp; em 2015, Cassidy intepretou a personagem-título de Molly Moon da Amber Entertainment, com Emily Watson e Dominic Monaghan, e co-estrelou o filme da Disney Tomorrowland, com George Clooney e Hugh Laurie, como a androide Athena. Já na televisão a atriz co-estrelou Mr Selfridge, ao lado de Jeremy Piven.
Em 2013, aos 11 anos, Cassidy foi a mais jovem atriz britânica relacionada pela revista Screen International na sua lista anual Stars of Tomorrow (Estrelas do Amanhã). A editora da revista, Wendy Mitchell declarou estar "muito encantada com ela - é uma garota esperta e doce com os pés no chão, ao contrário de alguns atores juvenis aparecidos. Ela possui o talento e a base para ir longe", completando que a lista daquele ano poderá indicar "os vencedores do Oscar nos próximos anos".

## Filmografia

### Filmes
| Ano  | Título                                          | Papel                     | Observações    |
| ---- | ----------------------------------------------- | ------------------------- | -------------- |
| 2012 | Dark Shadows                                    | Angelique Bouchard jovem  |                |
| 2012 | Snow White and the Huntsman                     | Branca de Neve criança    |                |
| 2013 | The Beast                                       | Mia                       | Curta-metragem |
| 2015 | Molly Moon and the Incredible Book of Hypnotism | Molly Moon                |                |
| 2015 | Tomorrowland                                    | Athena (robô)             |                |
| 2015 | Rust                                            | Georgie                   | Curta-metragem |
| 2016 | Miranda's Letter                                | Miranda                   | Curta-metragem |
| 2016 | Aliados                                         | Anna Vatan                |                |
| 2017 | The Killing of a Sacred Deer                    | Kim Murphy                |                |
| 2018 | Vox Lux                                         | Celeste jovem / Albertine |                |
| 2019 | The Other Lamb                                  | Selah                     |                |
| 2020 | Nightwalk                                       | Menina                    | Curta-metragem |
| 2022 | Ruído Branco                                    |                           |                |
| 2023 | Kensuke's Kingdom                               | Becky                     | Voz            |
| 2024 | O Brutalista                                    | Zsófia                    |                |
| ASA  | The Silence of Mercy †                          | Arild                     | Pós-produção   |

| † | Indica trabalhos que ainda não foram lançados |

### Televisão
| Ano  | Título                            | Papel              | Observações |
| ---- | --------------------------------- | ------------------ | ----------- |
| 2009 | Spanish Flu: The Forgotten Fallen | Ellen              | TV movie    |
| 2011 | 32 Brinkburn Street               | Nora               |             |
| 2012 | Stepping Up                       | Freya              |             |
| 2013 | Mr Selfridge                      | Beatrice Selfridge |             |